# Pian di Pieca
Pian di Pieca, conosciuta erroneamente anche come Pian di Piega, è una frazione del comune di San Ginesio.

## Geografia fisica
Frazione situata a 5,67 km (in linea d'aria) dal medesimo comune di San Ginesio, si rileva completamente pianeggiante, grazie all'antico piano lacustre risalente al Quaternario.
Trovandosi sulla Valle del Fiastra, ovvero una valle percorsa dal fiume Fiastra, la conformazione attuale del terreno è stata formata da numerosi depositi alluvionali, che poi hanno deviato il corso del fiume Fiastrone, che scorreva parallelamente al Fiastra, deviandolo bruscamente verso nord.

## Origine del nome
Sull'origine del nome di questo territorio, ci sono quattro pronunce diverse. Il primo ad esporsi fu Giulio Amadio nel 1955, che inquadrò l'origine del nome nella parola greca pléko, (in greco πλέκω, ossia intrecciare), riferendosi all'intreccio di numerose canne presenti nate per il fondo aquitrinoso del terreno, il secondo, Lido Gasperini, disse che il nome si deve proprio alla posizione della frazione, gomito tra Sarnano e San Ginesio, e che da qui sia nato il nome Pieca, il terzo, Giovan Battista Pellegrini, ipotizzò che il nome provenga dal latino plica, mentre il quattro, il frate Giacinto Pagnani, colse il significato più attendibile, ovvero che il nome provenga dalla conformazione del suolo, ovvero sullo scoglio dove sorgeva originariamente il villaggio di Pieca.

## Storia

### I primi sviluppi
I primi sviluppi di società nella zona di Pian di Pieca si possono collocare nel periodo imperiale romano, quando nel XVIII secolo furono ritrovati un'urna di marmo con scolpito in bassorilievo un guerriero con una spada, oltre ad alcuni resti di antichi monumenti. A confermare il passaggio romano, intorno agli anni 1950 venne ritrovata una moneta d'oro dell'imperatore Arcadio, nonostante la completa insistenza di reperti toponomastica che ne confermino la zona.

### Il novecento
Presumibilmente già abitata nel XIX secolo, il 20 settembre 1911, con l'inaugurazione della linea autobus Amandola-Sarnano-Macerata, gestita dalla Società Anonima Santagiolese Pennese, la frazione venne inserita come punto di sosta nel percorso deciso dal Ministero dei lavori pubblici. Nel 1920 venne proposta come punto per reti ferroviarie a scartamento ridotto. Il progetto comprendeva la realizzazione della linea Ancona-Macerata-Pian di Pieca e della Amandola-Pian di Pieca, così da facilitare il passaggio dei mezzi.

#### Seconda guerra mondiale
Il 16 giugno del 1944 il Comando del Gruppo Vera, gruppo partigiano, venne a conoscenza di un gruppo di fascisti incaricati di spionaggio dislocati in una casa vicino alla SS 78. Il gruppo inviò in una casa vicina dei partigiani con lo scopo di vigilare e sorprendere le spie fasciste, oltre che sorvegliare la strada in quel tratto, dove le staffette naziste mantenevano il collegamento fra Ascoli e Macerata. La squadra era costituita da Tonino Bertoni, Cosimo Montaldo e Antonio D'Arduin, sotto la guida di Mario Mogliani.
Appostati sotto la pioggia, nella notte fra il 16 e il 17, il gruppo aspettò che i nazisti smettessero la loro ritirata. Allora Mogliani, D'Arduin e Montaldo, dopo che essa cessò, si appostarono in un campo di grano che dominava la curva dove era la casa dei fascisti. Il partigiano Bertoni, dislocato sulla parte opposta della strada fungeva da sentinella segnalando l’avanzare di una motocicletta con un ufficiale tedesco. Dato l'allarme, Mogliani uscì dal nascondiglio intimando l'alt, ma invece che fermarsi l'ufficiale accelerò. Il partigiano lo raggiunse con una scarica di mitra e l'uomo cadde a terra gravemente ferito. Casualmente sopraggiunse un’ambulanza della Croce Rossa che caricò l'ufficiale per portarlo all'ospedale di Sarnano, rendendo noto a tutti i nazisti nei dintorni la presenza di partigiani. I soldati presero come ostiaggi numerosi civili dalle frazioni di Colle, Morichella e dal gruppo di case della parrocchia di Santa Maria di Pieca. Fra i catturati presero in ostaggio anche il curato, don Sesto Mosca e contemporaneamente un gruppo di essi partì alla ricerca dei partigiani che avevano compiuto l'atto.
Nel frattempo la squadra di Mogliani stava risalendo verso San Ginesio, ipotizzando che la rappresaglia tedesca non avrebbe tardato ad arrivare. Raggiunta una casa colonica proprio sotto le mura ginesine, vennero invitati dentro da una famiglia. Mogliani alla colona che cercò di farli arrendere rispose:
(Mario Mogliani in  Le nostre vittime del nazifascismo, 1945,  pp. 52-53.)
Dopo essersi rifocillati i partigiani riposarono, ma dopo un'oretta circa nei dintorni si udì sparare e i quattro si svegliarono. Usciti fuori, videro nella valle varie pattuglie di tedeschi che avanzavano verso di loro. A quel punto preferirono dividersi.
Il partigiano Montaldo si nascose in un canneto mentre Bertoni, sconsigliato da Mogliani, decise di avviarsi verso San Ginesio. Fu subito avvistato da una pattuglia che gli fece segno con il mitra di fermarsi, ma con abilità riuscì a salire fino alla strada delle mura e si occultò in paese. Entrato nel comune avvisò i paesani che stavano arrivando i tedeschi e raggiunse la località di Fiolce dove si trovava la sua abitazione. D'Arduin e Mogliani avevano invece ritenuto più opportuno celarsi in un fossato a pochi metri dalla casa dove si erano fermati, dove furono avvistati e catturati dai tedeschi. Con le mani legate dietro la schiena furono condotti nella piazza principale di San Ginesio, mentre gli altri due partigiani si salvarono. Montaldo raccontò in seguito che dal suo nascondiglio sentiva l'odore delle sigarette che i tedeschi fumavano quando gli passarono vicino.
I due prigionieri furono condotti nella piazza Alberico Gentili. Erano circa le 14:00 del 17 giugno quando passarono Fernando Ferroni e un compagno. Anch'essi furono presi come ostaggi e divennero testimoni oculari di quanto accadde in seguito. Mogliani fu fatto denudare fino a rimanere in mutande e maglietta e tutti gli ostaggi radunati furono fatti schierare tra la bottega Falchi e il monumento ad Alberico Gentili. Il maggiore della spedizione nazista intimò che sarebbero stati tutti fucilati perché il comune era un paese di ribelli e doveva essere punito.
(Fernando Ferroni in  Le nostre vittime del naifascismo, 1945,  p. 55.)
L'ufficiale tedesco che attendeva notizie dall'ospedale di Sarnano sulle condizioni del militare ferito, dichiarò che alle 16 del pomeriggio sarebbero stati fucilati gli ostaggi e alle 18 impiccati i due prigionieri, ma un altro maresciallo tedesco, vissuto a San Ginesio per diverso tempo e affezionatosi alla cittadinanza per il buon trattamento ricevuto, cominciò un'arringa difendendo i civili prigionieri dall'accusa di ribelli, convincendo il maggiore che decise di liberarli. La decisione presa del maggiore fu influenzata anche dalla notizia dall'ospedale che l'ufficiale non correva pericolo di morte.
A quel punto la Compagnia ripartì con i due prigionieri alla volta di Pian di Pieca. Alla confluenza delle vie di Macerata, Amandola e Tolentino si trovava lo spaccio della famiglia Mancini. Sopra c'era la loro casa con un balcone sporgente dal primo piano. Qui furono legati i primi due campestri e alle 18 esatte del 17 giugno 1944 i partigiani Mogliani e D'Arduin furono impiccati. Ci fu anche un terzo impiccato: un certo Benedetto Tardella che i nazisti avevano fermato a Passo San Ginesio mentre tornava con del grano. I nazisti lo reputarono un partigiano e lo impiccarono insieme agli altri due. Un testimone raccontò che il giovane urlava a squarciagola la sua innocenza mentre gli mettevano la corda al collo e le urla si protrassero finché la voce non fu soffocata.

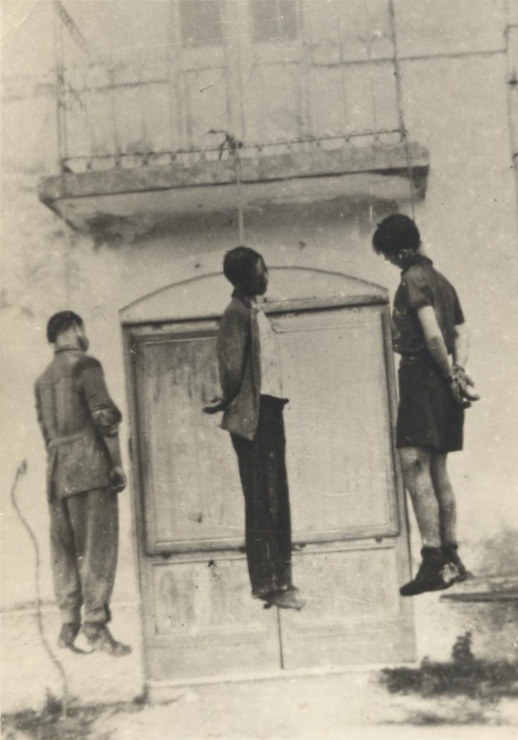
Foto dei corpi dei partigiani Antonio D'Arduin, Mario Mogliani e Benedetto Tardella, impiccati

I tre cadaveri rimasero penzolanti sulla terrazza dal sabato sera fino alla mattina del 21 giugno.
Il capitano del gruppo Casà e l'ingegnere Verdecchia si recarono allo spaccio Mancini e insieme spiccarono i tre cadaveri, sui quali i tedeschi si divertirono a sparare con delle rivoltelle, li avvolsero con delle lenzuola bianche e li deposero nell'ufficio postale. Il giorno successivo vennero finalmente riportati a San Ginesio.

## Monumenti e luoghi d'interesse
- Chiesa di Santa Maria Assunta[1]

## Economia

### Industria
Molte sono le industrie stanziate nella Zona PIP della frazione e lungo la ex SS 78. Le industrie comprese nella zona sono industrie alimentari, industrie tessili e industrie di materie plastiche.

## Amministrazione
- Nella frazione il comune dispone di un eliporto della protezione civile italiana di San Ginesio.

## Sport

### Calcio a 11
La squadra del San Ginesio Calcio nasce dalla squadra della frazione, il Pian di Pieca.